# クリスピン・ポーター+ボガスキー

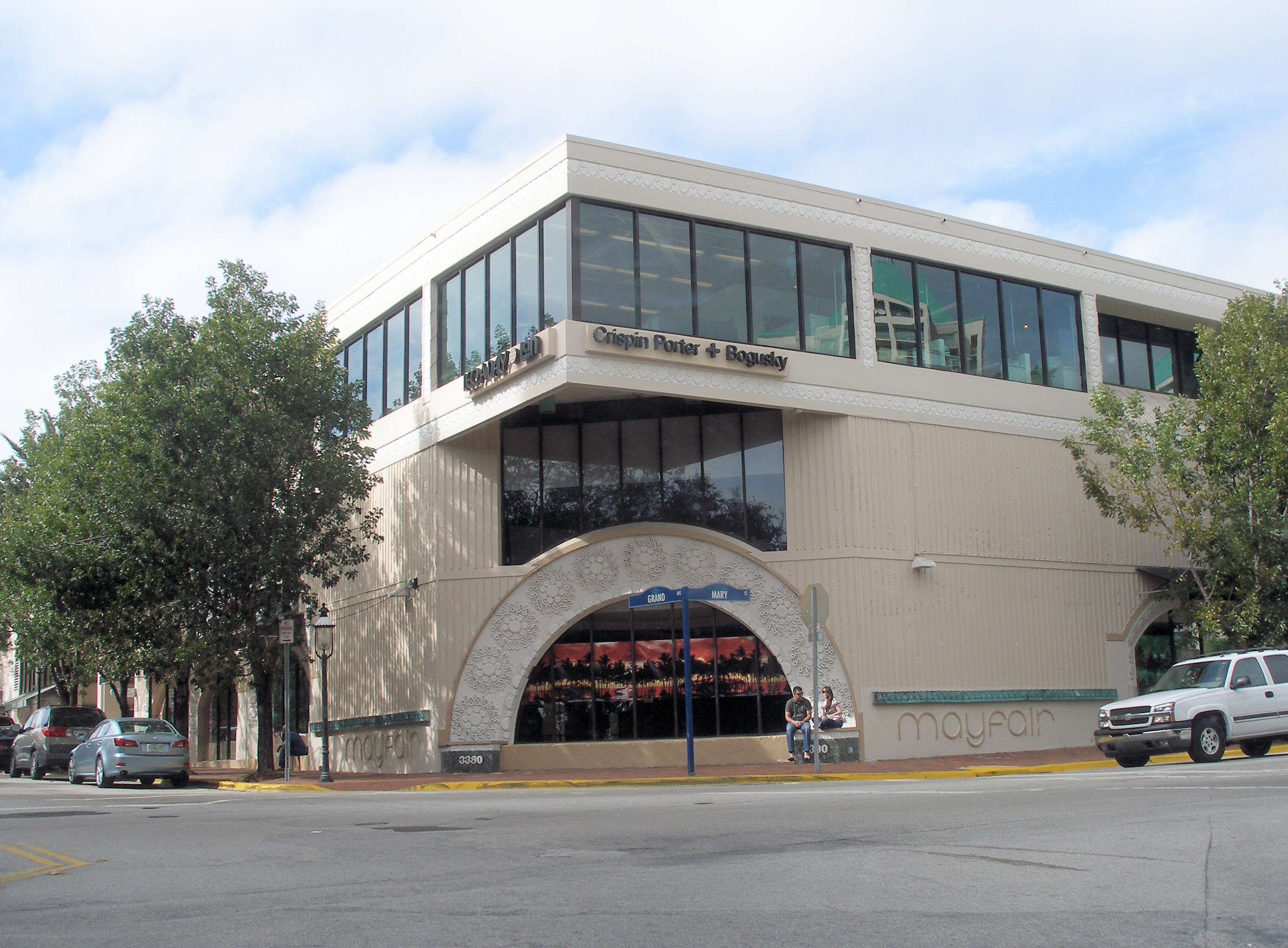
CP+B マイアミ本社の社屋

クリスピン・ポーター+ボガスキー (Crispin Porter + Bogusky)、通称  CP+B は、アメリカ合衆国の広告会社で、株式公開されているMDCパートナーズ (MDC Partners) 傘下にあり、1,000人ほどの従業員を雇用している。同社は、1965年にサム・クリスピン (Sam Crispin) が創業した。その後、クリスピンはチャック・ポーター (Chuck Porter)、アレックス・ボガスキー (Alex Bogusky) とパートナーシップを結んでいった。このうち、2011年の時点で CP+B の経営に携わっていたのは、ポーターだけになっていた。
CP+B は、フロリダ州マイアミ市ココナット・グローブ (Coconut Grove) に本社を置いており、コロラド州ボルダー、ロサンゼルス、ロンドンなどにも拠点を置いている。CP+B ヨーロッパ (CP+B Europe)は、ヨーテボリに拠点を置くスウェーデンの広告代理店ダディ (Daddy) を買収して、2009年6月に開設された。マーク・シモンズ (Mark Simmons) は、2002年から2004年までロサンゼルス事務所の経営責任者を務めていた。2010年7月には、トロントに拠点を置くカナダの広告代理店ジグ (Zig) の取得によって、CP+B カナダ (CP+B Canada) が開設された。
CP+B は、1990年代後半から2000年代はじめにかけて急成長を遂げ、バーガーキングやBMWミニ、反喫煙キャンペーン TheTruth.com などのキャンペーンの強烈さによって、悪名を高めた。CP+B が近年手がけているものの中には、コカ・コーラ ゼロ、マイクロソフト、Windows Phone、アメリカン・エキスプレスの旅行部門（American Express OPEN and Travel）、ベスト・バイ、ドミノ・ピザ、オールド・ネイビー、Jell-O、Bolthouse Farms - Baby Carrots、Vail Resorts、Kraft Macaroni & Cheese、メットライフ、Vitaminwater、Milka、Molson Canadian、SAS、フィリップス、ディスカバリーチャンネル UK などがある。ただし、バーガーキングとの提携は、2011年に解消された。
CP+B は、バイラル・マーケティングの手法を使用することで知られており、バーガーキングの「おっしゃるトーリ (The Subservient Chicken)」や（facebookで友達10人を削除するとハンバーガー1個がもらえるという）「Whopper Sacrifice」のキャンペーンなどにも、この手法が用いられた。2008年9月、CP+B は、マイクロソフトのために、ジェリー・サインフェルドとビル・ゲイツが登場するテレビのスポット広告を制作したが、メディアからは否定的な評価しか得られなかった。しかし、この「I'm a PC」キャンペーンは、「Mac vs. PC」を打ち出したAppleの「Get a Mac」キャンペーンに反撃し、Microsoft Windows 7 が、歴代の Windows の中でも最速で売れ行きに貢献した。
CP+B は、業界紙によって、「Agency of the Year」に13回選ばれた。2008年12月15日、CP+B は、『Creativity』誌の「Agency of the Year」に選ばれた。同社はまた、『Adweek』誌の「2008 U.S. Agency of the Year」に選ばれた。2009年12月、CP+B は、『Advertising Age』誌の「Agency of the Decade and Boards Magazine's Agency of the Year」に選ばれた。
2010年、CP+B は、カンヌライオンズ 国際クリエイティビティ・フェスティバルにおいて、2005年以来3回目の賞にあたる、「Interactive Agency of the Year」を受賞した。